# Odin Sphere
Odin Sphere (オーディンスフィア  Ōdin Sufia?) es un videojuego de rol de acción 2D de fantasía. Desarrollado por Vanillaware y localizado y publicado por Atlus para la PlayStation 2 en el año 2007. Odin Sphere está considerado el sucesor espiritual del juego de Atlus Princess Crown y recibe influencias de conceptos de la mitología nórdica. Square Enix lanzó el juego en Europa el 14 de marzo de 2008. 
Odin Sphere tiene cinco historias. El protagonista de cada historia está conectado a la realeza de cada una de las cinco naciones que se encuentran en guerra en el mundo de Erion.
Cada uno de estos protagonistas posee una "Psiferita"; estas, son armas con un cristal, el cual es capaz de absorber "Fozones", chispas de energía que se encuentran cuando algo (como un enemigo) es derrotado. Estas cinco historias están interconectadas, y el protagonista de una puede ser el antagonista de otra de ellas.